# 庆云桥站
庆云桥站是徐州地铁2号线的地铁站，位于中华人民共和国江苏省徐州市鼓楼区中山北路与铜沛路交叉口，于2020年11月28日开通。

## 车站结构
庆云桥站沿中山北路南北设置，为地下三层岛式站台车站，车站长215米，车站地下一层为站厅层，地下二层为设备层，地下三层为站台层，站台设置全高站台门。
| 地面              | 出入口 | 2、3出入口 |
| 地下一层          | 站厅   | 客服中心、自动售票机、验票机                                                                                    |
| 地下二层          | 设备   | 车站设备 |
| 地下三层          | 站台   | \| \| \| █ 2号线往客运北站（九龙湖） \| \| 島式 · 開左邊车门 \| \| \| \| \| \| █ 2号线往新城区东（彭城广场） \| |
|                   |        | █ 2号线往客运北站（九龙湖）                                                                                     |
| 島式 · 開左邊车门 |        | |
|                   |        | █ 2号线往新城区东（彭城广场）                                                                                   |

## 车站出口
庆云桥站目前开放2个出入口，各出口及周围设施如下所示：
| 出口编号            | 照片 | 出口指示         | 建议前往的目的地   |
| ------------------- | ---- | ---------------- | ------------------ |
| 2 · 出口 · （设有） |      | 中山北路（东侧） | 中山外国语实验小学 |
| 3 · 出口            |      | 中山北路（西侧） |                    |
| 图例： 设有         |      |                  |                    |

## 接驳交通

### 公交车
- 北路口：6路，6路夜，12路，33路，34路，47路，48路东行，48路南行，57路，69路，73路，74路，108路，601路南行，612路，828路，858路，858路马坡线，定制520路，临游8路，夜1路，专27路
- 铜沛路东口：21路，53路，69路，85路，601路北行，601路南行，828路，828路延长线，829路，830路，832路，858路，858路马坡线

## 车站历史
本站工程名为物资市场站，正式站名为庆云桥站，以车站南侧跨黄河故道的庆云桥命名。
- 2020年11月28日，车站随2号线一期通车开通[1]。